# موكا مينامي
موكا مينامي (南 萌華) (مواليد 7 ديسمبر 1998)، هي لاعبة كرة قدم كانت تلعب كمدافع.

## وصلات خارجية
- موكا مينامي على موقع الاتحاد الدولي (مؤرشف)  (الإنجليزية)
- موكا مينامي على موقع إي إس بي إن إف سي (الإنجليزية)
- موكا مينامي على موقع قاعدة بيانات كرة القدم.إي يو (الإنجليزية)
- موكا مينامي على موقع Soccerbase.com (لاعب) (الإنجليزية)
- موكا مينامي على موقع Soccerway.com (الإنجليزية)
- موكا مينامي على موقع عالم كرة القدم.نت (الإنجليزية)
- موكا مينامي على موقع أوليمبيديا (الإنجليزية)